# Tom Pouilly
Tom Tony Pouilly (* 18. Juni 2003 in Liévin) ist ein französischer Fußballspieler, der beim RC Lens in der Ligue 1 spielt.

## Karriere
Pouilly begann seine fußballerische Ausbildung 2009 bei der US Quincy. Nach nur einem Jahr wechselte er in die Jugendakademie des RC Lens. In der Saison 2020/21 spielte er bereits achtmal für die A-Junioren. In der Spielzeit 2021/22 war er neben einigen Junioreneinsätzen Stammspieler bei dem fünftklassigen Zweitteam. Auch 2022/23 spielte Pouilly nur für die zweite Mannschaft in der National 3. Neben weiteren Amateurspielen, stand er in der Saison 2023/24 bereits bei den Profis in der Ligue 1, der Champions League und im Pokal im Kader. Im Juli 2024 unterschrieb er bei Lens seinen ersten Profivertrag mit einer Laufzeit bis 2025. Am 19. Oktober 2024 (8. Spieltag) wurde er in der Ligue 1 bei einem 2:0-Sieg über die AS Saint-Étienne eingewechselt und gab somit sein Profidebüt.